# Карл Фридрих фон Щайнмец
Карл Фридрих фон Щайнмец (на немски: Karl Friedrich von Steinmetz) е пруски генерал-фелдмаршал, участвал в Австро-пруската и Френско-пруската война от съответно 1866 и 1870 г.